# پیر هادوت
پیر هادوت (به فرانسوی: Pierre Hadot)،(۲۱ فوریه ۱۹۲۲–۲۴آوریل ۲۰۱۰) فیلسوف و مورخ و لغت‌شناس فرانسوی بود. او در رشته تاریخ باستان و به‌خصوص در زمینة فلسفه نوافلاطونی و فلوطین تخصص داشت. او در آثارش به موضوع تمرین معنوی و فلسفه به عنوان روش زندگی پرداخته‌است.

## زندگی‌نامه
او دوران کودکی خود را در رنس در یک خانواده کاتولیک معتقد سپری کرد. پس از تحصیلات در زمینه فلسفه و فقه در سال ۱۹۴۲ به عنوان کشیش منصوب شد. سپس دوباره به دانشگاه رفت و پایان‌نامه خود را دربارهٔ ماریوس ویکتورینس و پورفیری نوشت.
به دنبال بخشنامه پاپ پیوس دوازدهم "Humani generis" (1950) کشیشی را ترک کرد. او بین سال‌های ۱۹۴۶ تا ۱۹۴۷ در سوربن تحصیل کرد. در سال ۱۹۶۱، از مدرسه عملی پژوهش‌های عالی فارغ‌التحصیل شد. در سال ۱۹۶۴، او به عنوان مدیر مطالعات EPHE منصوب شد، در ابتدا یک کرسی در پاتریتیک لاتین را اشغال کرد، قبل از اینکه کرسی او در سال ۱۹۷۲ به «الهیات و عرفان‌های یونان یونانی و پایان دوران باستان» تغییر نام داد. او استاد [[Collège de] شد. فرانسه]] در سال ۱۹۸۳، جایی که کرسی تاریخ اندیشه هلنیستی و رومی را بر عهده گرفت. در سال ۱۹۹۱، او از این سمت بازنشسته شد تا «پروفسور افتخاری» در کالج شود. آخرین سخنرانی او در ۲۲ می همان سال بود. او سخنرانی پایانی خود را با این جمله به پایان رساند: «در تحلیل آخر، به سختی می‌توانیم در مورد آنچه مهم‌تر است صحبت کنیم.
هادوت با مورخ فلسفه، Ilsetraut Hadot ازدواج کرد.

## کار فلسفی
هادوت یکی از اولین نویسندگانی بود که اندیشه لودویگ ویتگنشتاین را وارد فرانسه کرد. هادوت پیشنهاد کرد که نمی‌توان شکل «بررسی‌های فلسفی» ویتگنشتاین را از محتوای آنها جدا کرد. ویتگنشتاین ادعا کرده بود که فلسفه یک بیماری زبان است. و هادوت خاطرنشان می‌کند که درمان به نوع خاصی از ژانر ادبی نیاز دارد.
هادوت همچنین به دلیل تحلیل خود از مفهوم فلسفه در دوران قدیم یونانی-رومی مشهور است. او «تمرین‌های معنوی» مورد استفاده در فلسفه باستان را شناسایی و تحلیل کرد (تأثیرگذاری بر اندیشه میشل فوکو در جلدهای دوم و سوم «تاریخ جنسی» او). هادوت از "تمرینات معنوی" به معنای "عملکردهایی است که برای ایجاد تغییر و دگرگونی در موضوعاتی که آنها را تمرین می‌کنند."، بلک ول. گفتار معلم فلسفه می‌تواند به گونه ای ارائه شود که شاگرد به عنوان ممیزی، خواننده یا مخاطب بتواند پیشرفت معنوی داشته باشد و خود را در درون متحول کند." هادوت نشان می‌دهد که کلید درک انگیزه اصلی فلسفی را باید در سقراط جستجو کرد. آنچه بیش از هر چیز سقراط درمانی را مشخص می‌کند، اهمیتی است که به تماس زنده بین انسان‌ها داده می‌شود.
مضمون تکراری هادوت این است که فلسفه در دوران باستان با یک سری تمرین‌های معنوی مشخص می‌شد که برای تغییر ادراک، و در نتیجه وجود، کسانی که آن را انجام می‌دادند، مشخص می‌شد. این که فلسفه بهتر است در گفتگوی واقعی دنبال شود و نه از طریق متون مکتوب و سخنرانی. و این که فلسفه، همان‌طور که امروزه در دانشگاه‌ها تدریس می‌شود، در بیشتر موارد تحریف انگیزه اصلی و درمانی آن است. او این نگرانی‌ها را در «فلسفه باستان چیست؟»، گرد هم می‌آورد که به‌طور انتقادی مورد بررسی قرار گرفته‌است.